# Perry Rhodan: The Adventure
Perry Rhodan: The Adventure (englischsprachiger Titel: The Immortals of Terra: A Perry Rhodan Adventure) ist ein Adventure-Computerspiel von 3d-io für Windows. Es handelt sich um ein Lizenzspiel zur deutschen Science-Fiction-Romanserie Perry Rhodan. Es erschien am 29. Februar 2008 über den deutschen Publisher Deep Silver.

## Handlung
Die Handlung des Spiels knüpft an den Erzählrahmen der Romanreihe ab Heftnummer 2400 und die Illochim-Taschenbuchreihe an. Es spielt im Jahr 1346 Neuer Galaktischer Zeitrechnung, was dem Jahr 4933 n. Chr. entsprechen würde. Kampfroboter verüben einen Anschlag auf die Solare Residenz, den Regierungssitz der Erdregierung. Dabei entführen die Roboter auch Mondra Diamond, die Freundin des demokratisch gewählten Regenten Perry Rhodan. Diamond war mit der Konzeption einer Ausstellung über das mysteriöse, engelsgleiche Volk der Illochim betraut. Infolge des Überfalls wurde das Gebäude notversiegelt und eine Kommunikationssperre verhängt. Perry Rhodan ist daher zunächst festgesetzt und muss eine Lösung finden, um die Verfolgung der Entführer aufzunehmen.
Die Erzählung ist in sechs Kapitel unterteilt, weitere Schauplätze sind die Waringer-Akademie, das Museum zur Völkerverständigung auf dem Saturn-Mond Titan, das fiktive Bergbaugebiet Elmo Dater und ein gestrandetes Alien-Raumschiff.

## Spielprinzip
Die Hintergrundkulissen des Spiels sind vorgerendert, davor bewegen sich die dreidimensional modellierten Spielfiguren. Die Spielerfigur Perry Rhodan wird über eine Point-&-Click-Bedienung gesteuert und muss für den Spielfortschritt Gespräche mit anderen Figuren führen und Gegenstandsrätsel lösen. Am unteren Bildschirmrand befindet sich eine Inventarleiste, in der Gegenstände gesammelt werden. Eine Hotspotanzeige erleichtert das Auffinden von Gegenständen. Texttafeln und Datenbankeinträge verdeutlichen für Nichtleser der Serie die Hintergründe und Zusammenhänge.

## Entwicklung
2005 sicherte sich Braingame die Lizenz zu Perry Rhodan und kündigte die Veröffentlichung eines Spiels bis 2006 an. Die Handlung wurde geschrieben von Robert Feldhoff, Exposé-Autor der Romanserie, mit Unterstützung bei den Dialogen von Michael Marcus Thurner, ebenfalls Serienautor. Das Spiel wurde im Juni 2007 auf der Games Convention mit Erscheinungstermin November 2007 angekündigt. Im Oktober wurde eine Verschiebung auf den Februar 2008 bekannt gegeben. Am 14. Februar 2008 wurde die Beendigung der Entwicklungsarbeiten (Goldmeldung) verkündet. Im Nachgang zur Veröffentlichung wurden im März ein Patch zur Fehlerbereinigung und im April eine Demo-Version des ersten Levels zu Testzwecken veröffentlicht.

## Rezeption
Das Spiel erhielt gemischte Wertungen (Metacritic: 63 %).
Das deutschsprachige Fachmagazin Adventure-Treff lobte die Story, die Charakterzeichnung, die Grafik und die Vertonung des Spiels. Kritisiert wurde lediglich, dass der Schwierigkeitsgrad zugunsten der Erzähldynamik relativ einfach gehalten wurde.